# Gorgeous George
George Raymond Wagner (Butte, Nebraska. 24 de marzo de 1915 - Los Ángeles, California, 26 de diciembre de 1963), más conocido como Gorgeous George, fue un luchador profesional estadounidense, es pionero del estilo de lucha exótico. Su estilo luchístico atrajo la atención de los medios quienes lo describieron como extravagante y carismático.Después de su muerte fue incluido en el Salón de la Fama de la Lucha Libre Profesional y en el Salón de la Fama de la WWE como parte de la Promoción de 2010. 
Wagner modificó la lucha libre, pues ya no se trataba solo de acción si no le añadió un sentido de teatralidad.

## Carrera
Wagner comenzó su carrera como luchador aficionado. Tiempo después, en 1941 debutó con una imagen de chico delicado y glamoroso. Según los medios de la época hizo enojar a los fanáticos con su comportamiento exagerado y afeminado. Cientos de ellos iban a los estadios para ridiculizarlo.

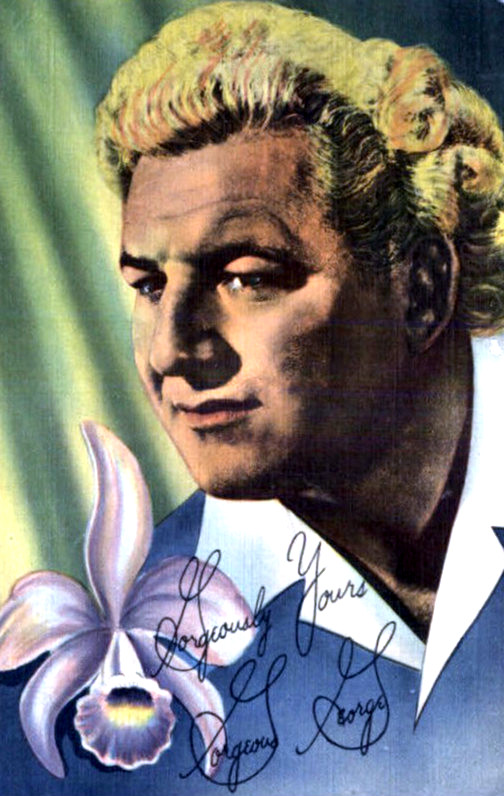
Postal fotográfica de Jorge el Hermoso, «la orquídea humana» y el «brindis de la costa», alrededor de la década de 1940.

En los Ángeles, Jorge fue reclutado en por el promotor Johnny Doyle. También conocido como la Orquídea Humana, su personalidad se creó a partir del cabello largo teñirlo de rubio platino y colocarle horquillas chapadas en oro a las que llamó Pines de Jorge, estos los distribuía entre la audiencia. Además, transformó su entrada al ring en un espectáculo. Caminaba hacia el ring al ritmo de la canción Pomp and Circumstance, seguido por un acompañante y un foco violeta.Jorge usaba una bata con lentejuelas y su acompañante, llevaba un espejo, mientras arrojaba pétalos de flores a su paso. Mientras Wagner se quitaba la bata, Jeffries rociaba el anillo con desinfectante, aparentemente perfume Chanel N.º 5, al que Wagner se refería como «Chanel #10».
Su histrionismo lo convirtió en parte de la cultura pop estadounidense. Apareció en televisión en 1947 (evento que fue nombrado entre los 100 mejores actos televisados del siglo XX por Entertainment Weekly).

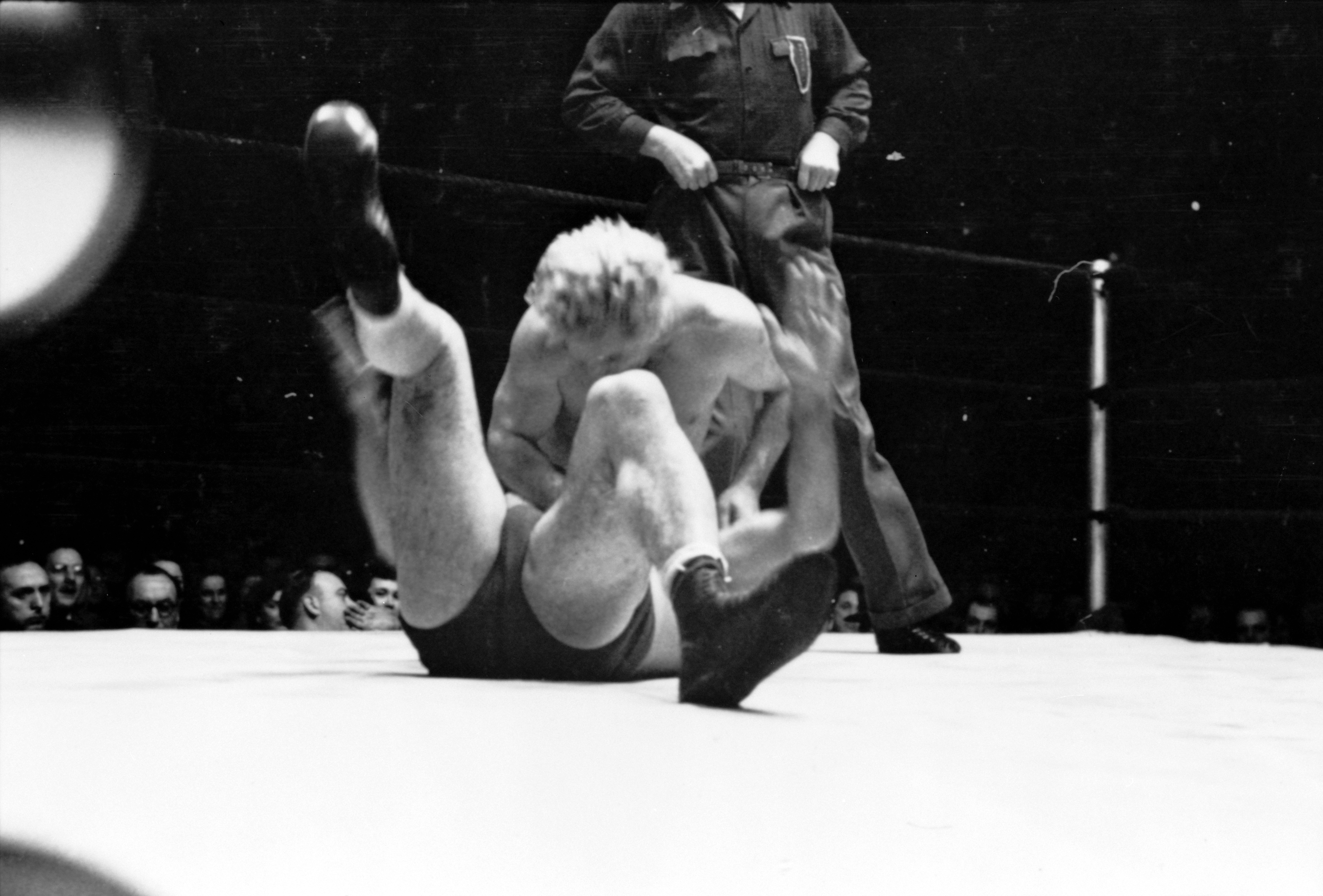
George intentando inmovilizar a otro luchador durante un combate, 1949

El 26 de marzo de 1947, Wagner derrotó a Enrique Torres para capturar el Campeonato de Peso Pesado de Los Ángeles.
Después fue la atracción principal en el Madison Square Garden, este evento sería el regreso de la lucha libre al establecimiento. Se dice que en la década de los 50 podía controlar el 50% de la taquilla por sus actuaciones, lo que le permitía ganar más de 100.000 dólares al año, convirtiéndolo así en uno de los atletas mejor pagados del mundo.

## Legado

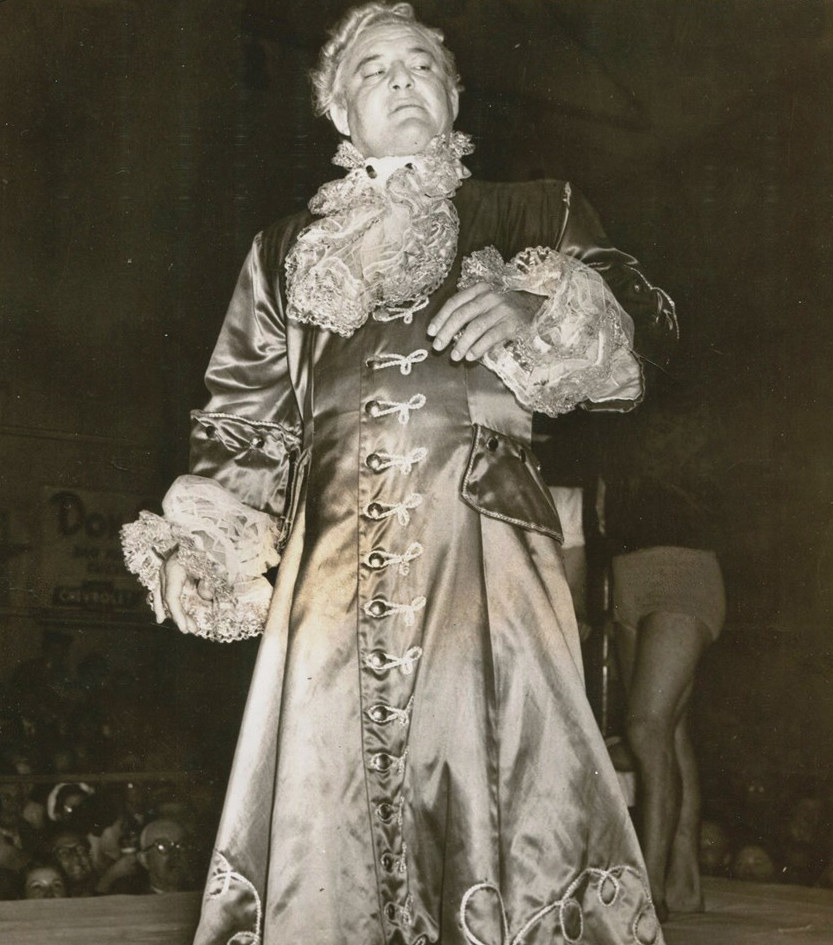
George fotografiado en 1954

Muhammad Ali y James Brown reconocieron que la forma en la que se autopromocionaban fue inspirada en este luchador, esto fue mencionado en la película de 2021 One Night in Miami. Ali, de 19 años, conoció a George, de 46, en una estación de radio de Las Vegas. Durante la entrevista de radio de George, la promoción del luchador llamó la atención del futuro campeón de peso pesado.
Existe un libro biográfico de 304 páginas, Jorge el Hermoso: el escandaloso luchador malo que creó la cultura pop estdaounidense por John Capouya. En el libro de 2005 I Feel Good: A Memoir in a Life of Soul, James Brown dijo que usó muchas de las travesuras de Gorgeous George para crear su personaje.